# اجنالا، پاکستان
اجنالا، پاکستان (به انگلیسی: Ajnala, Pakistan) یک منطقهٔ مسکونی در پاکستان است که در پنجاب (پاکستان) واقع شده‌است.